# 中川誠一郎
中川誠一郎（1979年6月7日—）生於熊本縣熊本市，是一名日本單車運動員，曾代表國家參加2012年倫敦奧運的單車男子個人爭先賽，但未能獲獎。